# Judite da Turíngia
Judite da Turíngia (em tcheco/checo:  Judita Durynská; c. 1135 - 9 de setembro após 1174), membro da dinastia ludovíngia, foi rainha consorte da Boêmia de 1158 a 1172 como segunda esposa do rei Vladislau II. Ela foi a segunda rainha da Boêmia depois que Świętosława da Polônia, esposa do rei Vratislaus II, recebeu o título em 1085.

## Casamento
Judite era filha de conde Luís I da Turíngia (falecido em 1140) e sua esposa Edviges de Gudensberga. Ela foi criada na corte da Turíngia no Castelo de Wartburg. Em 1153 ela se casou com o duque Vladislau II da Boêmia, três anos após a morte de sua primeira esposa, Gertrudes de Babemberga. A principal razão para o casamento foi que Judite, por seu irmão Landgrave Louis II e sua esposa Judite de Hohenstaufen, era parente do novo rei alemão Frederico Barba-Ruiva. A noiva de Vladislau tinha cerca de dezoito anos; ele era 15-20 anos mais velho que ela.
Provavelmente em 1155, dois anos após o casamento, Judite deu à luz o primeiro filho. Na época medieval, os nomes dos bebês eram escolhidos principalmente pelas mães, então foi provavelmente ideia de Judite dar ao filho o nome de Premislo em homenagem ao lendário fundador da dinastia Přemyslid.

## Rainha Judite

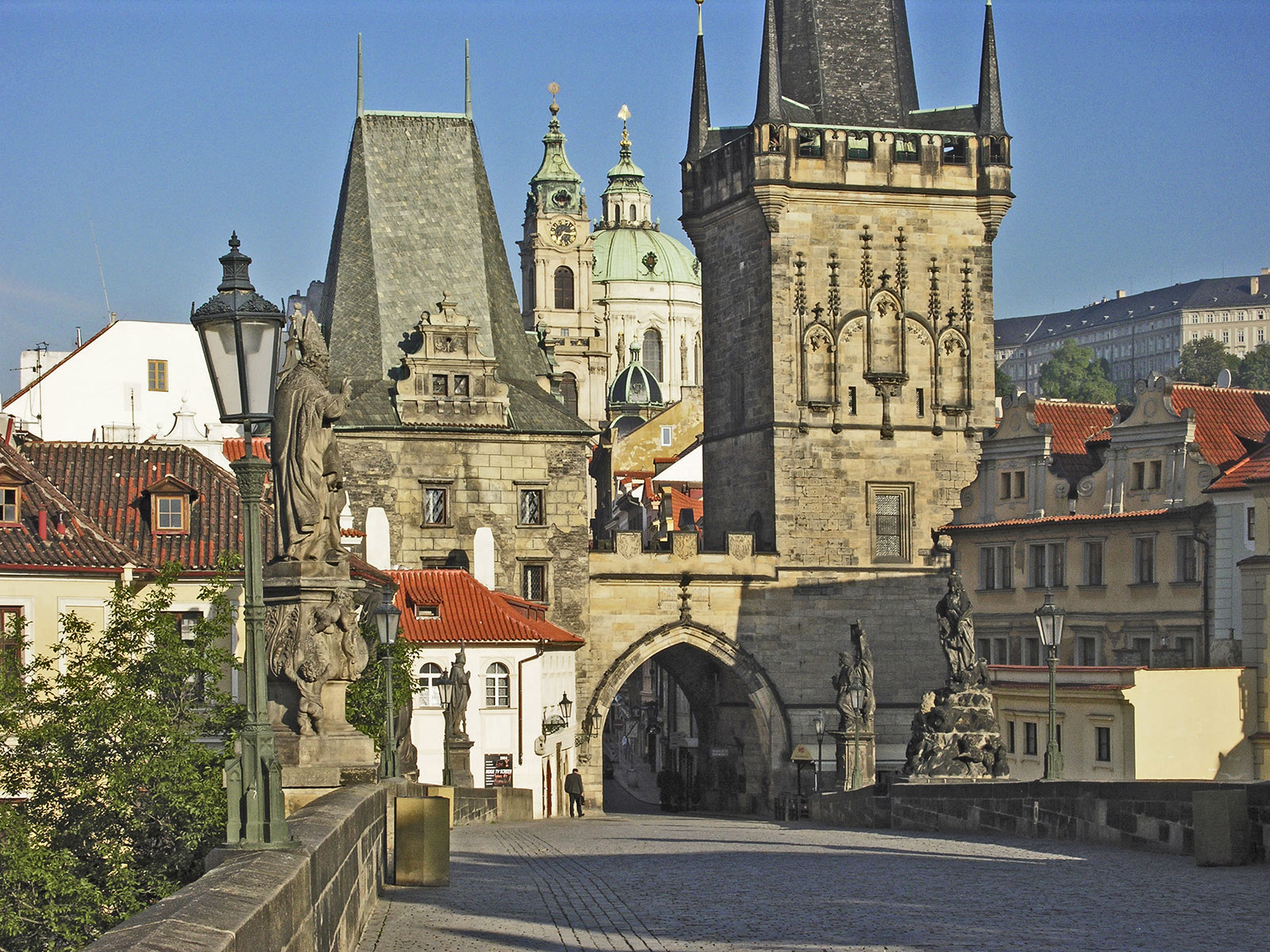
Torre Judite (esquerda), Ponte Carlos

Um cronista escreveu sobre Judite que ela era de grande beleza e inteligência, educada em latim e política. Diz-se que ela frequentemente representava Vladislau em sua ausência. Quando ele obteve o título real do imperador Frederico e foi coroado rei da Boêmia em 1158, Judite tornou-se rainha consorte. Sua coroação não está realmente documentada, mas crônicas escrevem sobre a rainha Judite.
Durante o governo de Vladislau, uma nova ponte sobre o rio Moldava em Praga foi construída por volta de 1160, onde hoje fica a famosa Ponte Carlos. Foi a primeira ponte de pedra da Europa central e em homenagem à rainha foi chamada de Judite Bridge. Atraídos por uma inundação de 1342, os restos de alguns pilares e arcos ainda são visíveis, bem como a torre da ponte preservada (Juditina věž) na margem Malá Strana.
Na contínua luta em torno do trono de Praga, Judite apoiou as reivindicações de herança de seu filho Premislo Otocar, no entanto, o duque Vladislau nomeou seu meio - irmão Frederico seu sucessor. Quando seu marido finalmente abdicou em 1172, sua esposa o seguiu para o exílio na Turíngia. Vladislau morreu dois anos depois no Castelo Meerane.
Não se sabe onde Judite morreu, mas seus restos mortais foram encontrados no antigo mosteiro beneditino de Teplice, que ela fundou por volta de 1160. De acordo com o historiador Emanuel Vlček, ela morreu por volta de 1210 aos 75 anos, vivendo para ver o reinado bem-sucedido de seu filho mais velho, Premislo.

## Crianças
- Ottokar (c. 1155 - 1230), Duque de Boêmia em 1192 - 1193 e novamente de 1197, tornou-se rei da Boêmia em 1198, o primeiro de uma linha hereditária.
- Vladislau III ( c. 1160 - 1222), Duque da Boêmia em 1197, Margrave da Morávia de 1197 até sua morte
- Richeza (falecido em 1182), casado com Henrique de Mödling, um filho mais novo do duque Henrique II da Áustria.